# Pivijay
Pivijay è un comune della Colombia facente parte del dipartimento di Magdalena.
Il centro abitato venne fondato da José Flores, Julian Valera e Antonio Sánchez nel 1774, mentre l'istituzione del comune è del 1912.